# Organ administrujący
Organ administrujący
- W rozumieniu węższym są to organy podmiotów wykonujących administrację publiczną, jako dodatkową funkcję obok swojej głównej działalności, na podstawie kompetencji przekazanej im w ustawie (co do zasady).  Przykładami takich podmiotów mogą być (gdy ustawa przyznaje im kompetencje administracyjne) banki państwowe, spółki prawa publicznego, organizacje społeczne, spółdzielnie mieszkaniowe, spółki prawa handlowego. Trzeba je zdecydowanie odróżnić od powołanych stricte do wykonywania administracji publicznej, reprezentujących bezpośrednio (organy administracji państwowej) lub pośrednio (organy administracji samorządowej) państwo, organów administracji publicznej.
- W nauce prawa administracyjnego istnieje również pogląd traktujący pojęcie organu administrującego jako pojęcie szerokie, obejmujące organy administracji publicznej oraz organy pozostałych podmiotów wykonujących kompetencje administracyjne.

W Polsce rozwój organów administrujących nastąpił po transformacji systemowej, w wyniku której powstały warunki sprzyjające rozwojowi podmiotów prawa publicznego oraz realizacji zasady subsydiarności poprzez przesuwanie zadań z zakresu administracji publicznej z organów administracyjnych na organy administrujące oraz prywatyzacji zadań publicznych.